# Chencho Gyeltshen
Chencho Parop Gyeltshen (ur. 10 maja 1996 w Shapie) – bhutański piłkarz, grający na pozycji napastnika.

## Kariera
Od 2008 roku grał w Yeedzin Thimphu, z którym czterokrotnie zdobył mistrzostwo kraju. W 2014 roku był zawodnikiem Druk United (mistrzostwo Bhutanu), zaś później – Thimphu City. W 2015 roku wyjechał do Tajlandii, podpisując kontrakt z Buriram United. W klubie tym nie zagrał jednak ani jednego meczu, będąc jednak wypożyczonym do Surin City i Nonthaburi. W 2016 roku wrócił do Bhutanu, gdzie został reprezentantem Thimphu F.C. Od 2016 roku gra w klubie z Bangladeszu, Chittagong Abahani.
Jest reprezentantem kraju. Zadebiutował 19 marca 2011 roku w przegranym 1:2 meczu z Nepalem.

## Statystyki ligowe
| Sezon         | Klub               | Liga                   | Mecze | Gole |
| ------------- | ------------------ | ---------------------- | ----- | ---- |
| 2008          | Yeedzin Thimphu    | A Division             | ?     | ?    |
| 2009          | Yeedzin Thimphu    | A Division             | ?     | ?    |
| 2010          | Yeedzin Thimphu    | A Division             | ?     | ?    |
| 2011          | Yeedzin Thimphu    | A Division             | ?     | ?    |
| 2012/2013     | Yeedzin Thimphu    | Bhutan National League | ?     | ?    |
| 2013          | Yeedzin Thimphu    | Bhutan National League | ?     | ?    |
| 2014          | Druk United        | Bhutan National League | ?     | ?    |
| 2015 (w)      | Thimphu City       | Bhutan National League | 10    | 17   |
| 2015 (w)      | Buriram United     | Thai Premier League    | 0     | 0    |
| 2015 (j)      | Surin City         | Thai League 3          | 11    | 8    |
| 2016 (w)      | Nonthaburi F.C.    | Thai League 3          | 5     | 0    |
| 2016          | Satun United       | Thai League 3          | 7     | 3    |
| 2016 (j)      | Thimphu F.C.       | Bhutan National League | 10    | 15   |
| 2016 (j)      | Chittagong Abahani | Bangladesh League      | 7     | 5    |
| 2017          | Thimphu City       | Bhutan National League | 14    | 22   |
| 2017/2018     | Minerva Punjab     | I-League               | 18    | 7    |
| 2018/2019 (j) | Bengaluru FC       | Indian Super League    | 9     | 2    |
| 2018/2019 (w) | NEROCA F.C.        | I-League               | 5     | 2    |
| 2020          | Paro FC            | Bhutan National League | 4     | 3    |